# برج المپیک
برج المپیک یک آسمان‌خراش واقع در ایالت نیویورک، ایالات متحده آمریکا می‌باشد. ساخت و ساز این ساختمان ۱۹۷۲ شروع شد و ۱۹۷۶ به پایان رسید. مساحت زیربنای آن ۹۲٬۹۰۰ متر مربع (۱٬۰۰۰٬۰۰۰ فوت مربع)، تعداد طبقاتش ۵۱ است.